# Estação Moskovskaia (metro de São Petersburgo)
Moskovskaia (em russo:  Московская) é uma das estações da linha Moskovsko-Petrogradskaia (Linha 2) do metro de São Petersburgo, na Rússia. Estação «Moskovskaia» está localizada entre as estações «Park Pobedy» (ao norte) e «Zviosdnaia» (ao sul).